# Vent de galerne

Vent de galerne (sous-titre: 1793) est un film français réalisé par Bernard Favre et sorti en 1989.

## Synopsis
Le film évoque la guerre de Vendée pendant la révolution française. Le forgeron d'un village organise la résistance. Les soldats l'interrogent pour trouver le prêtre réfractaire du village. Le vent « de galerne » apporte de la pluie et de la révolte.

## Fiche technique
- Réalisation : Bernard Favre
- Scénario : Bernard Favre, Claude Nedjar
- Collaborateurs scénaristiques : Jérôme Bimbenet, Marie-Paule Caire
- Photographie : Jean-Francis Gondre
- Musique : François Dompierre
- Montage : Emmanuelle Thibault
- Production : 	Productions 27
- Durée : 105 minutes
- Date de sortie : 
  - France : 22 mars 1989

## Tournage

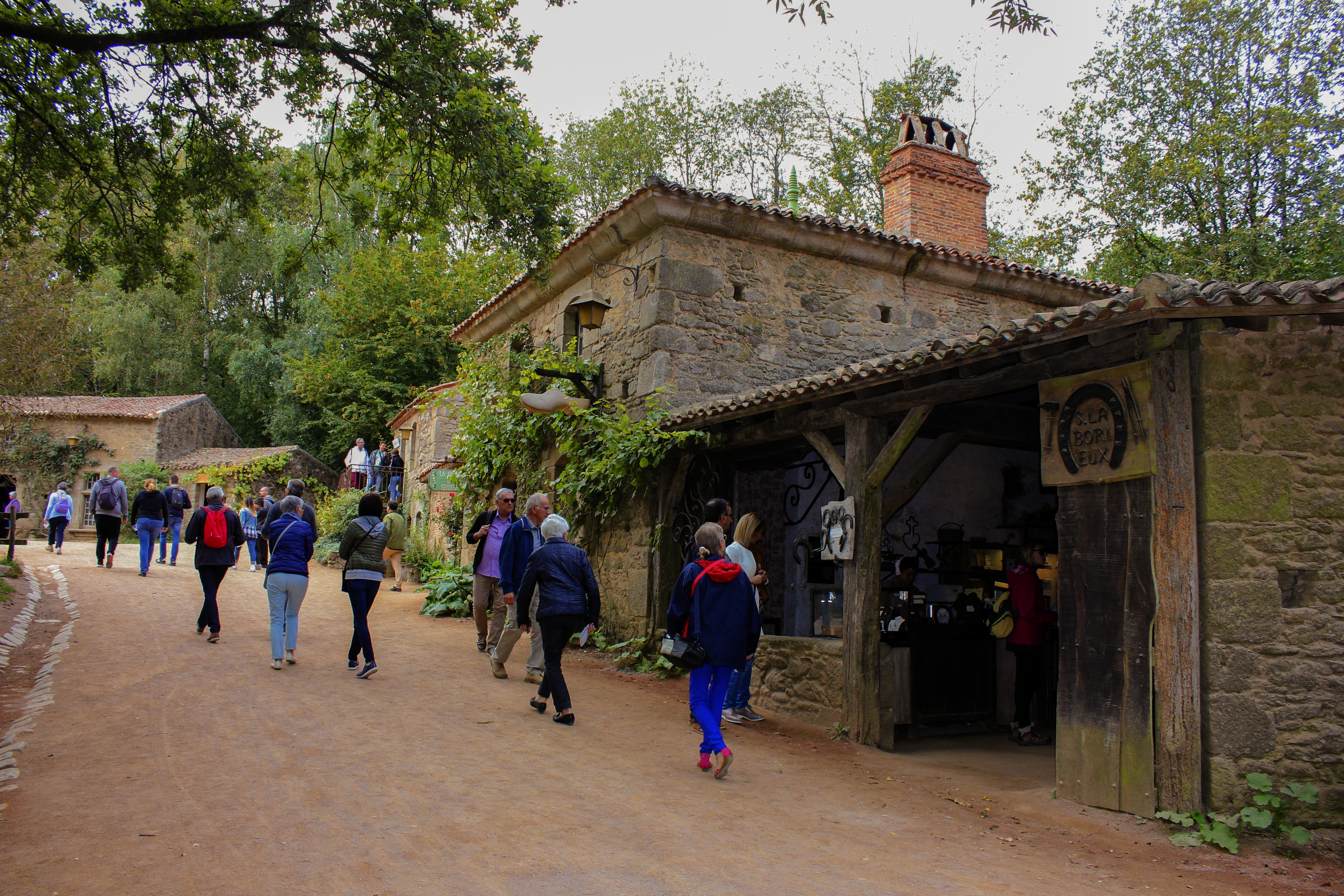
Village de style XVIIIe siècle.

En Vendée, le tournage débute 4 juillet 1988 dans différents sites retenus pour le tournage : l'écomusée du Marais vendéen, le Daviaud, Foussais-Payré, La Barre-de-Monts, Noirmoutier-en-l'Île, Vouvant, Le Boupère ainsi que Tiffauges. Dans la commune des Epesses, un petit village façon XVIIIe siècle est reconstitué. Il a été construit pour une double raison. Il sert premièrement de décors pour le plateau du film et il est ensuite un village touristique pour le parc du Puy du Fou ouvert en 1989,. Le parc se nomme Grand Parcours à l'époque. Une église en carton-pâte est également bâtie pour les besoins du film, mais le scénario la destine à la destruction par les flammes.

## Distribution
- Jean-François Casabonne : André
- Charlotte Laurier : Marie
- Roger Jendly : Athanase
- Jean-François Blanchard : Albert
- Francis Reddy : Jean
- Monique Mélinand : Delphine
- Pierre Charras : Le curé
- Daniel Martin : Delouche
- Micheal Chouquet : Le page
- Laurent Relandeau : Paul
- Elizabeth Tamaris : Thérèse
- Thierry Fortineau : Le déserteur
- Bruno Wolkowitch
- Valérie Lefort : Marie-Louise
- Robert Troupignon : Gars a la veste jaune

## Accueil
Les convictions royalistes de Marcel Jullian, premier conseiller du film, trouvent un écho dans la presse à l'époque de la sortie du film, lors du bicentenaire de la Révolution. Le Courrier de l'Ouest ainsi que Presse-Océan — l'historien Armel de Wismes s'exprime dans ce dernier — pointent les erreurs historiques, les erreurs de dates. Des reproches sont portés au producteur et scénariste Claude Nedjar.
En juillet, Ouest-France, dont la zone de diffusion est le Grand Ouest où se situe la Vendée, néglige certains aspects de la guerre de Vendée mais s'interroge sur le financement du film et sur le nom de la société qui en est responsable. Dénommée Vendée-Vérité, elle « sous-entend que jusqu’à Vent de Galerne la vérité historique de la révolte de 1793 était entachée de suspicion ». Les propriétaires d'un hôtel-restaurant ayant été modifié pour les besoins du tournage n'ont jamais été dédommagés comme cela leur avait été promis.
Le Figaro, Le Monde, Le Journal du dimanche et Ouest-France sont quelques journaux soulignant que le film est aussi une campagne marketing pour la Vendée, terre d'investissements, avec des exemples d'entreprises et d'emplois ayant bénéficiés de la réalisation du film.
Le 25 mars 1989, 75 000 entrées sont dénombrées et sept cents entrées sont comptabilisées quotidiennement à Paris, une déception pour le lancement d'un film. Un total de 134 000 entrées est dénombré pour un investissement de 35 millions de francs.
Des critiques positives et moyennes viennent de plusieurs journaux. Le Figaro le gratifie de 2 étoiles. Selon Le Quotidien de Paris, il s'agit d'un « bon film ». « L'intérêt historique est gâché par beaucoup d'incohérences » selon Le Monde. Libération y voit « un souci de réalisme, un souci d'équilibre ». L'Obs aime « un peu ». Le Canard enchaîné le qualifie d'un « à la rigueur ».
Le Point, L'Événement du jeudi, Les Échos, France-Soir, Le Parisien, Le Généraliste, Télé Star, Télérama n'ont pas aimé : « bizarre […] un petit air artificiel […] refroidit l'enthousiasme », « désastre », « on aurait voulu assassiner la Vendée une deuxième fois [qu']on ne s'y serait pas pris autrement », « les Chouans font chou blanc ». Ouest-France trouve alors le film « décevant » et le décrit comme « un échec commercial, un bide » par après.